# 财务会计
财务會计（英語：Financial Accounting）是以货币为主要量度，对企业已发生的交易或事项，运用专门的方法进行确认、衡量，并以财务会计报告为主要形式，定期向各经济利益相关者提供会计信息的企业外部会计。
财务会计是在传统会计学的基础上发展起来的一个重要的会计分支，它基本上是一个会计資訊系统，它立足于企业，面向市场。财务会计着重按企业資訊使用者（如：股东、供应商、银行、政府代理、企业主及其他股权所有人）的需要，把企业视为一个整体，以财务会计准则为指导，运用确认、衡量、记录和报告等程序，提供关于整个企业及其分部的财务状况、经营績效、现金流量等有助于使用者作出决策的会计信息。

## 編制財務報表的基本假設

### 权责发生制
指交易及其他事項的影響應於發生時認列。

### 持续经营假設
會計上假定企業將繼續存在下去，而不會在可預見的未來清算解散。

## 會計要素
會計的構成要素如下：資產、負債、所有者權益、收入及費用。